# Cemitério de Crown Hill
O cemitério Crown Hill é um cemitério rural histórico localizado na estrada 700 West Thirty-Eighth Street em Indianápolis, Condado de Marion, Indiana. O cemitério de propriedade privada foi inaugurado em 1863 em Strawberry Hill, cujo cume foi rebatizado de "The Crown", um ponto alto com vista para Indianápolis. É aproximadamente 4.5 km (2.8 mi) a noroeste do centro da cidade. Crown Hill foi inaugurado em 1 de junho de 1864 e abrange 225 ha (555 acres), tornando-o o terceiro maior cemitério não governamental dos Estados Unidos. Seu terreno é baseado nos projetos paisagísticos do arquiteto paisagista de Pittsburgh e superintendente do cemitério John Chislett Sr. e Adolph Strauch, um horticultor prussiano. Em 1866, o governo dos Estados Unidos autorizou um Cemitério Nacional dos Estados Unidos para Indianápolis. O Cemitério Nacional Crown Hill de 0.57 ha (1.4 acres) está localizado nas Seções 9 e 10.
O cemitério Crown Hill contém 40 km (25 mi) de estradas pavimentadas, mais de 150 espécies de árvores e plantas, mais de 225 mil sepulturas, e Serviços de cerca de 1.500 enterros por ano.  O cemitério é o local de descanso final para indivíduos de todas as esferas da vida, de líderes políticos e cívicos a cidadãos comuns, criminosos infames e desconhecidos. Benjamin Harrison, 23 presidente dos Estados Unidos, e Vice-Presidentes Charles W. Fairbanks, Thomas A. Hendricks, e Thomas R. Marshall estão enterrados em Crown Hill. O infame ladrão de bancos e "Inimigo número #1" John Dillinger é outro estagiário. A sepultura do poeta Hoosier James Whitcomb Riley tem vista para a cidade de "a coroa".
Muitos dos mausoléus, monumentos, memoriais e estruturas do cemitério foram projetados por arquitetos, paisagistas e escultores como Diedrich A. Bohlen, George Kessler, Rudolf Schwarz, Adolph Scherrer e os escritórios de arquitetura de DA Bolen and Son e Vonnegut e Bohn, entre outros. Obras de escultores contemporâneos incluem David L. Rodgers, Michael B. Wilson e Eric Nordgulen.
Os escritórios administrativos, o necrotério e o crematório do cemitério estão localizados nas ruas Trinta e Oitava e Clarenden no terreno ao norte do cemitério. A Estação de Espera de Crown Hill, construída em 1885 em sua entrada leste na Rua Trinta e Quatro e Boulevard Place, serve como um ponto de encontro para passeios e programas. A Crown Hill Heritage Foundation, uma corporação sem fins lucrativos criada em 1984, levanta fundos para preservar os prédios e jardins históricos do cemitério. O cemitério de Crown Hill foi listado no Registro Nacional de Locais Históricos em 28 de fevereiro de 1973.

## História
Crown Hill não foi o primeiro cemitério importante de Indianápolis. Alexander Ralston incluiu um cemitério em seu plano de 1821 de Indianápolis no extremo sul da Kentucky Avenue, onde cruza as ruas South e West. Antes do estabelecimento do Cemitério Crown Hill em 1863, o cemitério principal da cidade foi ampliado na década de 1830 para criar o cemitério de 25 acres (10 ha) Cemitério Greenlawn no lado sudoeste da cidade. Durante a Guerra Civil, Greenlawn foi rapidamente preenchido com enterros de soldados da União e prisioneiros de guerra confederados e enfrentou a invasão do desenvolvimento industrial do lado oeste. No final da década de 1870, foi fechada para novos enterros devido à falta de espaço.
As demandas normais de uma cidade em crescimento, junto com os problemas de capacidade em Greenlawn, levaram um grupo de homens de mentalidade cívica de Indianápolis a estabelecer um cemitério novo e maior a menos de cinco milhas da cidade. Em 12 de setembro de 1863, os homens se reuniram com John Chislett Sr., um arquiteto paisagista de Pittsburgh e superintendente de cemitério, para discutir ideias para um cemitério que seria baseado em cenários semelhantes a um parque que se tornaram populares na Europa, principalmente o Cemitério Pere Lachaise em Paris. Em 25 de setembro de 1863, o grupo formou a Associação de Crown Hill. Seu comitê de seleção comprou uma fazenda de 166 acres e um viveiro de árvores de propriedade de Martin Williams por $ 51.500. O local do novo cemitério em Strawberry Hill, um ponto alto com vista para Indianápolis, tinha 2.8 mi (4.5 km) noroeste da cidade. O comitê também adquiriu áreas adjacentes de terreno naturalmente ondulado de outras fontes. Em 22 de outubro de 1863, um Conselho de Corporadores (curadores) de trinta homens estabeleceu formalmente Crown Hill como um cemitério de propriedade privada.
Assim que o terreno inicial foi assegurado, o conselho contratou o filho de Chislett, Frederick, como o primeiro superintendente de Crown Hill. Ele chegou a Indianápolis com sua esposa e filhos em 31 de dezembro de 1863. Frederick supervisionou a construção das primeiras estradas do cemitério e desenvolveu os terrenos da propriedade com base nos projetos paisagísticos de seu pai e do horticultor prussiano Adolph Strauch. O projeto manteve muitas das características naturais do cemitério e traçou estradas sinuosas para criar uma paisagem no estilo romântico vitoriano.  A primeira entrada principal do cemitério foi fora da velha Michigan Road (também conhecida como Northwestern Avenue e, mais tarde, Dr. Martin Luther King Jr. Boulevard).
O cemitério Crown Hill foi inaugurado em 1 de junho de 1864. O primeiro enterro em Crown Hill foi o corpo de Lucy Ann Seaton, de trinta e três anos, uma jovem mãe que morreu de tuberculose. Mais tarde naquele ano, James Pattison construiu um portal de pedra por US $2.300 na entrada oeste do cemitério na Michigan Road. A entrada leste do cemitério na rua O transporte de ônibus chegou ao cemitério em 1864. Os visitantes também podiam viajar de barco a vapor pelo Canal Central para chegar a Crown Hill. Os automóveis foram permitidos no local a partir de 1912.
Em 1866, o governo federal comprou 0.57 ha (1.4 acres) de terreno dentro de Crown Hill para um cemitério militar nacional. Os corpos de mais de 700 soldados da União que morreram em Indianápolis durante a Guerra Civil foram transferidos do Cemitério Greenlawn para novos túmulos no Cemitério Nacional. Em 30 de maio de 1868, Crown Hill, junto com o Cemitério Nacional de Arlington e 182 outros em 27 estados, participaram das primeiras celebrações do Memorial Day do país. Uma multidão estimada de 10.000 pessoas compareceu à cerimônia Crown Hill, dando início a uma tradição anual no local.

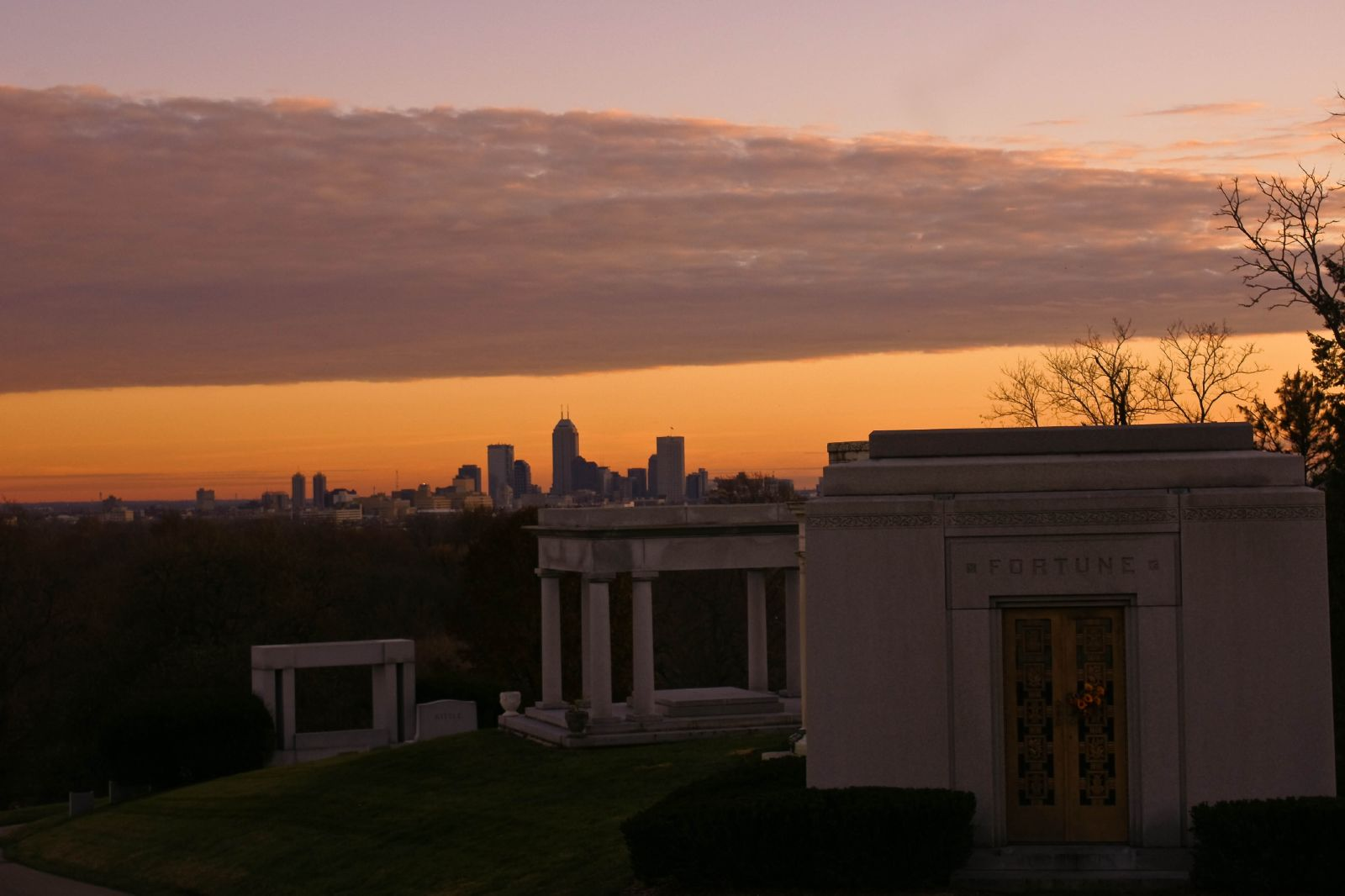
O centro, visto de "The Crown", elevação de 842 ft.

Em meados de 1800, Crown Hill era um cemitério, bem como um local popular para atividades recreativas, como piqueniques, passeios e passeios de carruagem. É bem conhecida pelas suas vistas do centro de Indianápolis de "The Crown". Além de desenvolver o cemitério, os cabos de Crown Hill construíram novas estruturas no local. Uma capela e abóbada gótica foi erguida em 1875. A entrada principal foi movida para a rua 34 no lado leste do cemitério, onde o edifício da estação de espera do cemitério e um portão de três arcos foram erguidos em 1885. Uma nova porta e portaria foram construídas na entrada oeste em 1900 para substituir estruturas anteriores que foram demolidas. Ao longo de várias décadas, os terrenos de Crown Hill expandiram-se para incluir parcelas substanciais de terra ao norte da trigésima oitava rua (conhecida então como Maple Road). Em 1911, a aquisição da 16 ha (40 acres) no canto noroeste de Crown Hill fez o 220 ha (550 acres) é o terceiro maior cemitério não-governamental dos Estados Unidos.
O cemitério Pioneer de Crown Hill foi estabelecido no terreno ao norte em 1912. Os corpos de 1.160 primeiros colonos do Cemitério Greenlawn foram transferidos para esta nova seção em Crown Hill. Os restos mortais de trinta e três pessoas do Cemitério de Rhoads, estabelecido no lado oeste da cidade em 1844, foram enterrados no Cemitério dos Pioneiros em 1999. Corpos do cemitério Wright-Whitesell-Gentry localizado perto de Castleton, no lado nordeste da cidade, foram transferidos para o cemitério Pioneer em 2008-09.
O terreno do cemitério continuou a mudar. Em 1914, o arquiteto paisagista George Kessler projetou uma cerca de tijolos e ferro forjado com quase cinco quilômetros de comprimento. Foi concluído no início da década de 1920 e rodeava três quartos do terreno ao sul do cemitério e o extremo sul do terreno ao norte ao longo da rua trinta e oito. Uma ponte/passagem subterrânea que ficou conhecida como Subway passou por baixo da rua trinta e oito para conectar os terrenos norte e sul. Embora Crown Hill enfrentasse a concorrência de outros cemitérios na área, ele continuou a se expandir. Mais de 100.000 pessoas foram enterradas lá no final dos anos 1930 e mais de 155.000 no final dos anos 1970. O Mausoléu da Comunidade do cemitério foi formalmente inaugurado em 1951. A construção de cinco mausoléus do jardim, uma série de mausoléus ao ar livre, foi concluída em 1962. Um novo edifício administrativo de Bohlen e Burns foi inaugurado em 1969. No início dos anos 1980, Crown Hill estava avaliada em quase US $3 milhões. Suas vendas anuais foram estimadas em $250.000, com um orçamento operacional de $895.000. O cemitério empregava quinze funcionários assalariados, vinte e um trabalhadores de manutenção em tempo integral e vinte e cinco trabalhadores sazonais.
A preservação dos monumentos e estruturas do cemitério manteve-se uma preocupação permanente com o Conselho de Crown Hill. A Fundação Crown Hill Heritage, uma empresa sem ânimo de lucros, foi establecida em 1984 para angariar fundo para recuperação das construções históricas nos seus terrenos. Em 1997, a fundação arrecadou US $1,8 milhões, com um adicional de US $3,2 milhões arrecadados mais tarde, para restaurar a capela gótica e fazer outras melhorias no cemitério. Na década de 1990, Crown Hill adicionou uma funerária e um novo Crematório.
Em 28 de fevereiro de 1973, o Cemitério Crown Hill, incluindo o Cemitério Nacional, foi listado no Registo Nacional de Lugares Históricos. A porção do Cemitério Nacional, que está listada separadamente, foi adicionada ao Registo Nacional em 29 de abril de 1999.
A primeira mulher, afro-americana, ingressou no Crown Hill Board of Corporators em 1997. Milton O. Thompson, advogado, ex-procurador adjunto do condado de Marion e fundador de uma empresa de gerenciamento de desportos e entretenimento, tornou-se o primeiro membro afro-americano do conselho. Hilary Stour Salatich, executiva e líder cívica da Conseco, tornou-se a primeira mulher corporativa.

## Enterros notáveis
- Benjamin Harrison, vigésimo-terceiro presidente dos Estados Unidos, assim como sua esposa, Caroline Harrison;[26] a sua segunda esposa, Mary Dimmick Harrison;[27] seu filho Russell Benjamin Harrison; e filha Mary Harrison McKee.
- Vice-Presidentes dos Estados Unidos Charles W. Fairbanks, Thomas A. Hendricks, e Thomas R. Marshall.[28]
- Nomeados Vice-Presidentes George Washington Julian, William Hayden English, e John W. Kern.[28][29]
- Governadores de Indiana Noah Noble, David Wallace, James Whitcomb, Abram A. Hammond, Oliver P. Morton, Thomas A. Hendricks, Albert G. Porter, Ira Joy Chase, Winfield T. Durbin, Thomas R. Marshall, e Robert D. Orr.[26][30]
- Governador de Kentucky William S. Taylor
- Governador de Vermont Allen M. Fletcher
- Senadores dos Estados Unidos incluindo Oliver H. Smith, Thomas A. Hendricks, Benjamin Harrison, Charles W. Fairbanks, Albert J. Beveridge, John W. Kern, Joseph E. McDonald, Thomas Taggart, David Turpie, Homer E. Capehart, Robert Hanna, e Harry S. New.[28]
- Representantes dos E.U.A. inclui George W. Julian, General Ebenezer Dumont, Albert Porter, John H. Farquhar, Ralph Hill, Franklin Landers, Samuel M. Moores, William E. Niblack, e Julia Carson.[31][32]
- William Henry Harrison Miller, Procurador dos E.U..[26]
- Addison C. Harris, Ministro dos E.U. para a Áustria-Hungria.[33]
- William D. McCoy, Ministro dos E.U. para a Libéria.[34]
- Henry Lane Wilson, Ambaixador para o México e Ministro dos E.U. para o Chile e para a Bélgica.[33]
- Meredith Nicholson, autor e Ministro dos E.U. para Paraguai, Venezuela, e Nicarágua.[35][36]
- Prefeitos de Indianapolis incluindo Caleb Scudder, James McCready, Henry F. West, Samuel D. Maxwell, John Caven, Daniel W. Grubbs, Caleb S. Denny, Thomas L. Sullivan, Thomas Taggart, Charles A. Bookwalter, John W. Holtzman, Samuel L. Shank, Joseph E. Bell, Charles W. Jewett, John L. Duvall, Claude E. Negley, Reginald H. Sullivan, Walter C. Boetcher, Robert Tyndall, George L. Denny, e Christian J. Emhardt.[26][32]
- Guerra Civil Americana generais para forças da União: Edward Richard Sprigg Canby, Jefferson C. Davis, Abel Streight, George Francis McGinnis, John Parker Hawkins, Robert Sanford Foster, John Coburn, Frederick Knefler, e George Henry Chapman.[37][38]
- Os restos mortais de 1.616 soldados confederados que morreram durante o seu confinamento em Camp Morton, um campo de prisioneiros da União em Indianápolis. Seus restos mortais foram transferidos para Crown Hill em 1931.[39]
- Dois britânicos do serviço recursos humanos da Commonwealth estão enterrados neste cemitério, um de cada Guerra Mundial: o Capitão Joseph Hammond da [Força Áerea Real], morto em 1918.,[40] e o oficial Thomas Taggart Young, que morreu em 1942.[41]
- Recipientes da Medalha de Honra do Congresso Charles W. Brouse e Jacob (Swanson) Johnson.[42][43]
- Roscoe Turner, aviador, ganhador da medalha Distinguished Flying Cross, e recordista de velocidade transcontinental.[44]
- Ovid Butler, fundador da Universidade de Butler.[33]
- Os primeiros fabricantes de automóveis de Indianápolis, Daniel Marmon, um dos principais fabricantes de automóveis da Nordyke Marmon and Company; David M. Parry, fundador da Parry Auto Company; Charles H. Black; Frank P. Fox, Indianapolis 500 piloto e dono da Pope Motor Car Company; parceiros da empresa de automóveis e irmãos Walter C. Marmon e Howard Marmon; e industriais dos automóveis August Duesenberg e Frederick S. Duesenberg.[33][45][46]
- James A. Allison, Frank Wheeler, Arthur Newby, e Carl Fisher, fundadores da Indianapolis Motor Speedway.[26][47]
- Richard Jordan Gatling, Inventor estadounidense, mais conhecido pela sua invenção da metralhadora Gatling.[26]
- Coronel Eli Lilly, fundador da Eli Lilly and Company,[26] e alguns dos seus descendentes, incluindo Josiah K. Lilly Sr., Josiah K. Lilly Jr., Eli Lilly, e Ruth Lilly.[48]
- Lyman S. Ayres, fundador das lojas L. S. Ayres department stores.[49]
- Hiram P. Wasson, fundador das lojas H. P. Wasson and Company department stores.[32]
- Arthur Jordan, Líder cívico de Indianapolis, empresário e filantropo.[34]
- Robert Irsay, antigo dono dos Indianapolis Colts.[50]
- James H. Kasler, Piloto de caças da Coreia e do Vietname e POW; apenas destinatário de três Crucifixo da força aérea[51]
- James Baskett, o primeiro Afro-Americano a ganhar um Óscar e conhecido pelo seu papel de Uncle Remus no filme da Disney Song of the South (1946).[35][52]
- Sarah T. Bolton, poeta.[53]
- James Whitcomb Riley, poeta,[54] conhecido pelo seu poema  "Little Orphant Annie".
- Etheridge Knight, poeta.[55]
- Booth Tarkington, autor[26] e o vencedor de dois prémios Pulitzer.
- Frank McKinney "Kin" Hubbard, cartunista e humorista.[26]
- Jacob Cox, pintor de retratos e paisagens.[34]
- Richard Gruelle, Otto Stark, e William Forsyth, artistas do Hoosier Group.[56]
- Cecil Duane Crabb, compositor ragtime.[35]
- John Dillinger, famoso assaltante de bancos na década de 1930.[57]
- Howard Garns, inventoro do Sudoku
- G. T. Haywood, Primeiro Bispo da Pentecostal Assemblies of the World.
- Zerelda G. Wallace, advogada e sufragista, segunda esposa do governador e congressista David Wallace, sogra de Lew Wallace e cunhada de James Gatling.[58]
- May Wright Sewall, advogado dos direitos da mulher.[59]
- Toad Ramsey, Jogador da Major League Baseball de 1885 a 1890.
- William F. Turner, primeiro presidente do Supremo Tribunal do Arizona.[60]
- John Woodruff, medalhista Olímpico em atletismo nos Jogos Olímpicos de Verão de 1936 em Berlim.[61]
- Erwin "Cannonball" Baker, recordista de motos.[26]
- Frank McKinney, Medalha de ouro olímpica em natação, mais tarde presidente de Indiana e civic booster.[62]
- William L. "Bill" Garrett, o primeiro Afro-Americano a jogar na Big Ten Conference.[63]
- Alexander Ralston, agrimensurador que desenhou o plano original de Indianapolis em 1821.[64]
- Floyd Davis, Louis Schneider, Howdy Wilcox, e Jim Hurtubise, vencedores da Indianapolis 500.[47]
- John Wesley Hardrick, artista.
- Stacey Toran, defesa de Futebol Americano para os Los Angeles Raiders.[65]
- John F. Geisse, fundador da Target Stores, Venture Stores, e The Wholesale Club.
- Francis Costigan, arquiteto pioneiro de Indiana

### Internação fictícia
Em 1866, o governo dos Estados Unidos autorizou um Cemitério Nacional dos Estados Unidos para Indianápolis como local de sepultamento para soldados da União que morreram em campos militares e hospitais próximos à cidade durante a Guerra Civil. O Cemitério Nacional está localizado em 0.57 ha (1.4 acres) no terreno de Crown Hill na Seção 10. O governo federal comprou o local do conselho de Crown Hill por US $5.000. Em 19 de outubro de 1866, os restos mortais do primeiro soldado da União foram removidos do Cemitério Greenlawn e enterrados no Cemitério Nacional em Crown Hill. Em novembro de 1866, os corpos de 707 soldados foram transferidos de Greenlawn para o Cemitério Nacional. Em 31 de dezembro de 1998, o Cemitério Nacional estava lotado. Abrange 795 sepulturas.

### Enterros de soldados confederados
Crown Hill também é um local de sepultamento para soldados confederados que morreram em Camp Morton, um campo de prisioneiros localizado ao norte de Indianápolis. Em 1931, quando o desenvolvimento industrial ao redor do cemitério de Greenlawn exigiu que os corpos dos prisioneiros confederados fossem removidos, seus restos mortais foram enterrados em uma vala comum conhecida como Monte Confederado na Seção 32 em Crown Hill. Em 1993, um memorial com dez placas de bronze listando os nomes dos 1.616 soldados e marinheiros confederados que morreram em Camp Morton foi dedicado no local.

### Campo de Valor
As guerras no Afeganistão e no Iraque levaram à expansão das seções militares de Crown Hill para incluir o Campo do Valor em 4 acres (1.6 ha) do terreno norte. Foi dedicado no Dia dos Veteranos, 11 de novembro de 2004. O Eternal Flame e Eagle Plaza instalados em frente ao memorial foram dedicados no Dia dos Veteranos em 2005.

## Natureza
A vida selvagem é abundante no cemitério Crown Hill, que serve como um grande refúgio para pássaros, veados-de-cauda-branca e pequenos animais. Mais de 100 espécies de árvores foram identificadas no local.

## Obras de arte
Existem muitas obras de arte na propriedade, algumas das quais são independentes, mas a maioria das quais está associada a um túmulo. Exemplos notáveis incluem:
- Monumento James Whitcomb Riley - Após a morte de Riley em 22 de julho de 1916, o conselho de Crown Hill ofereceu a sua família o local de prestígio em "The Crown", o cume de Crown Hill com vista para Indianápolis, como seu local de descanso final. Seu foi enterrado lá em 6 de outubro de 1917. O túmulo de Riley está marcado com um grande monumento com dossel aberto.[71]
- Forrest Memorial - Este é o túmulo de Albertina Allen Forrest, esposa do professor da Butler University e gerente geral do Citizens Gas, Jacob Dorrsey Forrest. Ela morreu em 27 de abril de 1904. Para marcar o túmulo, seu marido encomendou ao escultor vienense Rudolf Schwarz, cujo trabalho adorna vários monumentos e memoriais, incluindo o Monumento aos Soldados e Marinheiros em Indianápolis, para criar a "Estátua em Repouso", uma mulher ajoelhada de luto sob um dístico de Alfred Lord "In Memoriam" de Tennyson. O marido de Albertina, que morreu em 1930, está enterrado em uma sepultura não identificada ao lado do memorial.[72]
- Três estátuas de pedra calcária representando as deusas gregas Themis, Demeter e Perséfone do antigo tribunal do condado de Marion foram compradas para o cemitério por $ 325. O tribunal foi demolido em 1962.[73]
- "Relógio de Sol Equatorial" - David L. Rodgers foi contratado para criar o relógio de sol funcional em 1985. Foi fabricado com calcário de Indiana em Bloomington, Indiana, e instalado em frente ao Mausoléu da Comunidade em 1987.[74]
- O Hoosier Artists Contemporary Sculpture Walk foi estabelecido para marcar o 140º aniversário de Crown Hill e inclui obras de dez artistas, incluindo "Social Attachments" de Michael B. Wilson e "Antenna Man" de Eric Nordgulen.[75]
- Porta do Mausoléu Holcomb

## Memoriais notáveis
- Medical Science Donor Memorial, instalado em 1991. Em 1978, o Conselho de Educação Anatômica da Escola de Medicina da Universidade de Indiana comprou a Seção 41-A para enterrar os restos cremados de corpos que haviam sido estudados. Em 2011, mais de mil doadores médicos foram homenageados no memorial.[76]
- Indiana AIDS Memorial, dedicado em 29 de outubro de 2000, é o primeiro memorial permanente da AIDS localizado em um cemitério.[77]
- O monumento Heróis da Segurança Pública, dedicado em 11 de setembro de 2002, está inscrito com os nomes de policiais, bombeiros e outros funcionários da segurança pública que morreram no cumprimento do dever.[78]
- O Memorial Hearts Remembered, dedicado em 4 de junho de 2006, lembra as crianças órfãs e abandonadas da cidade, muitas das quais foram enterradas em túmulos sem identificação.[79]

## Galeria

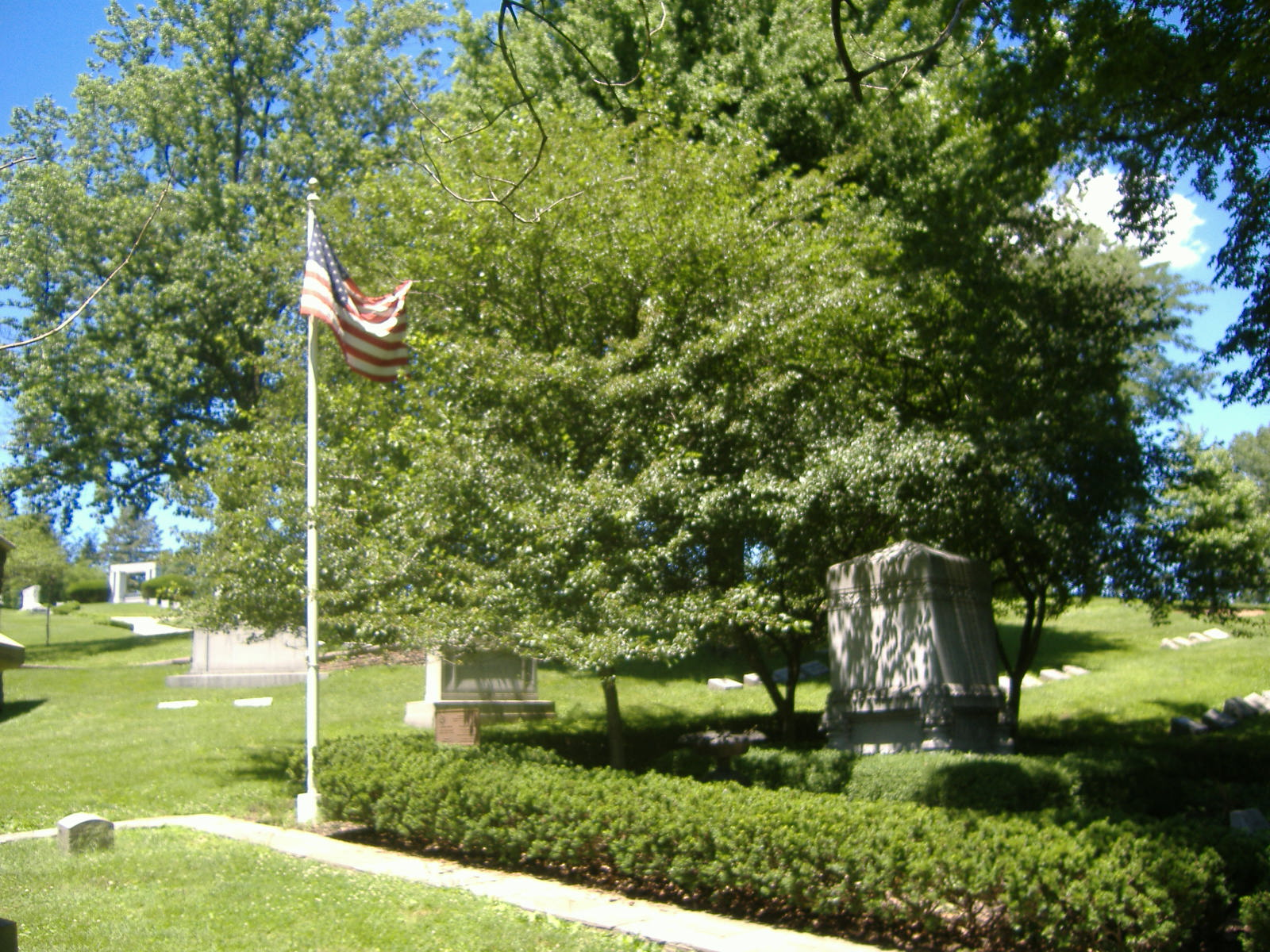
Túmulo de Benjamin Harrison
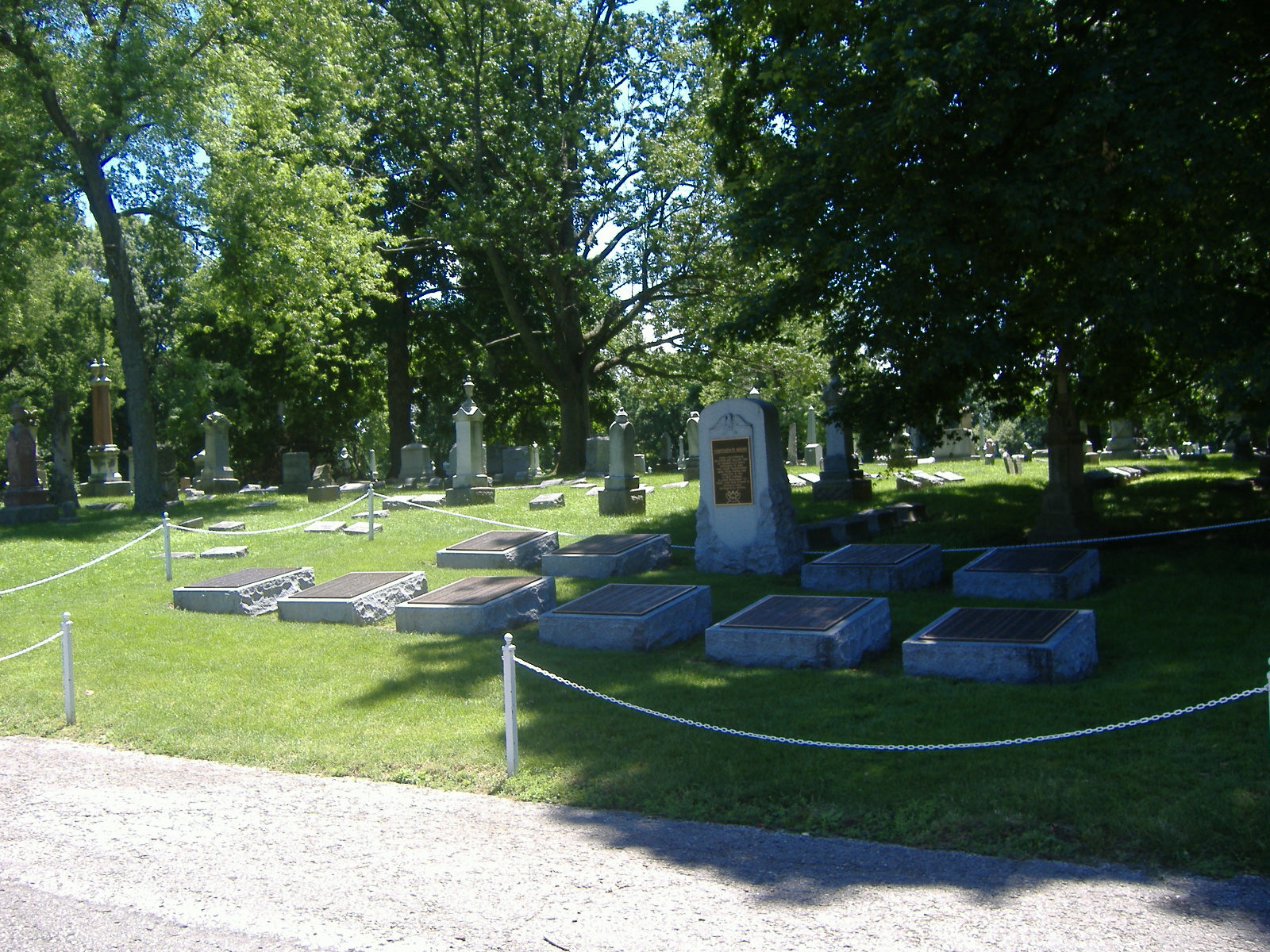
Túmulos de prisioneiros de guerra confederados que morreram em Camp Morton
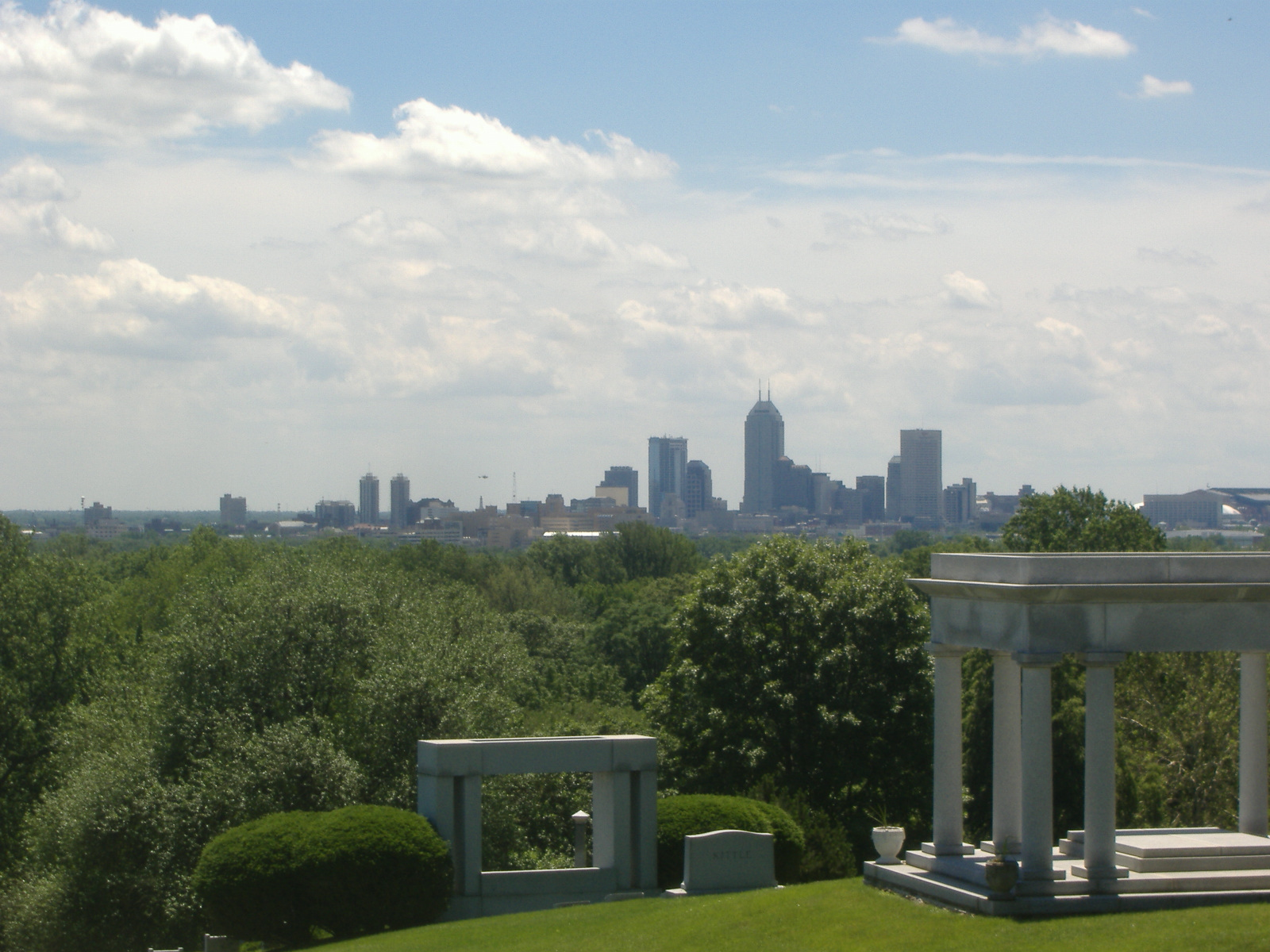
Linha do horizonte de Indianápolis vista do túmulo de Riley
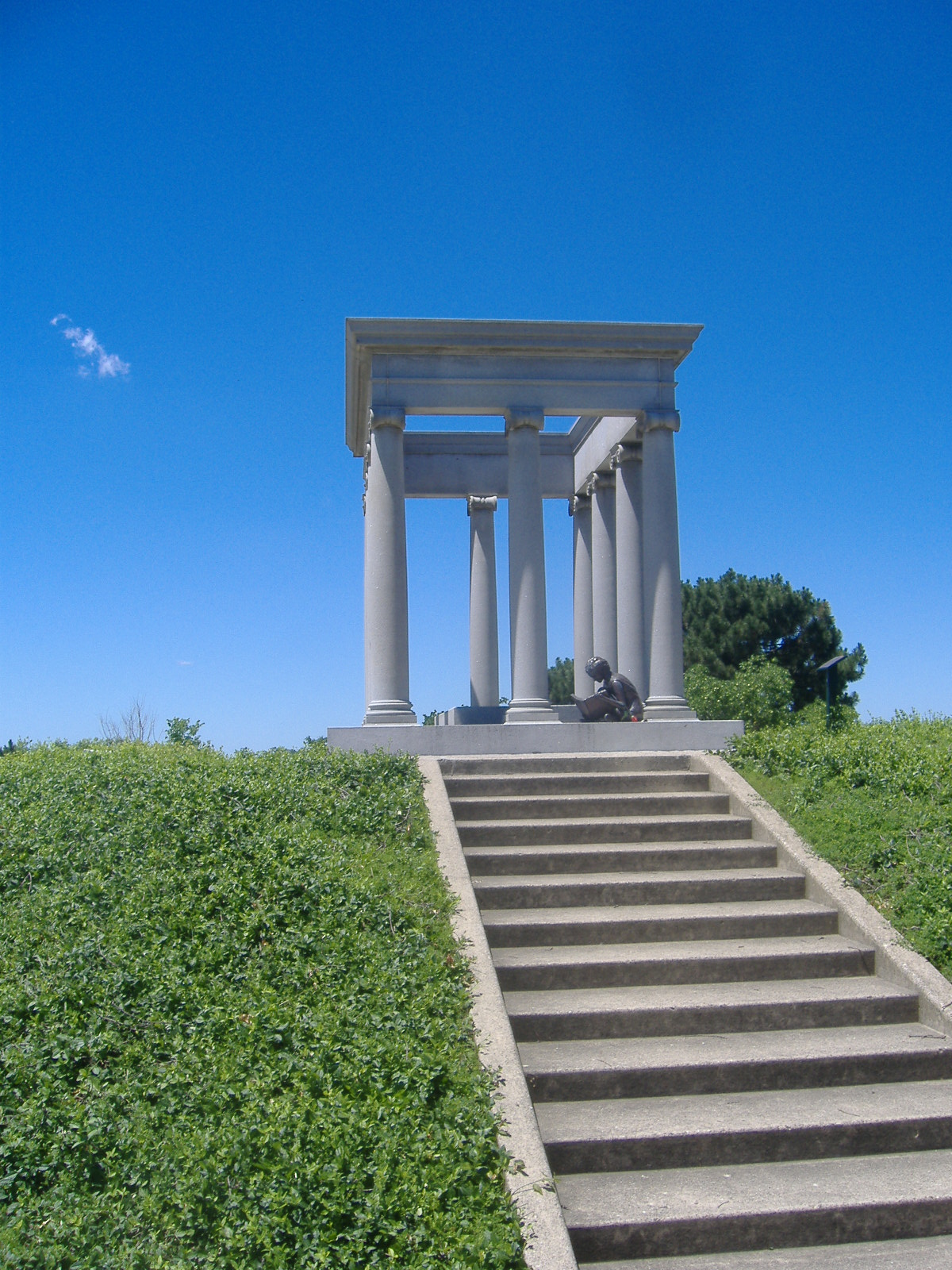
Imagem aproximada do túmulo de James Whitcomb Riley
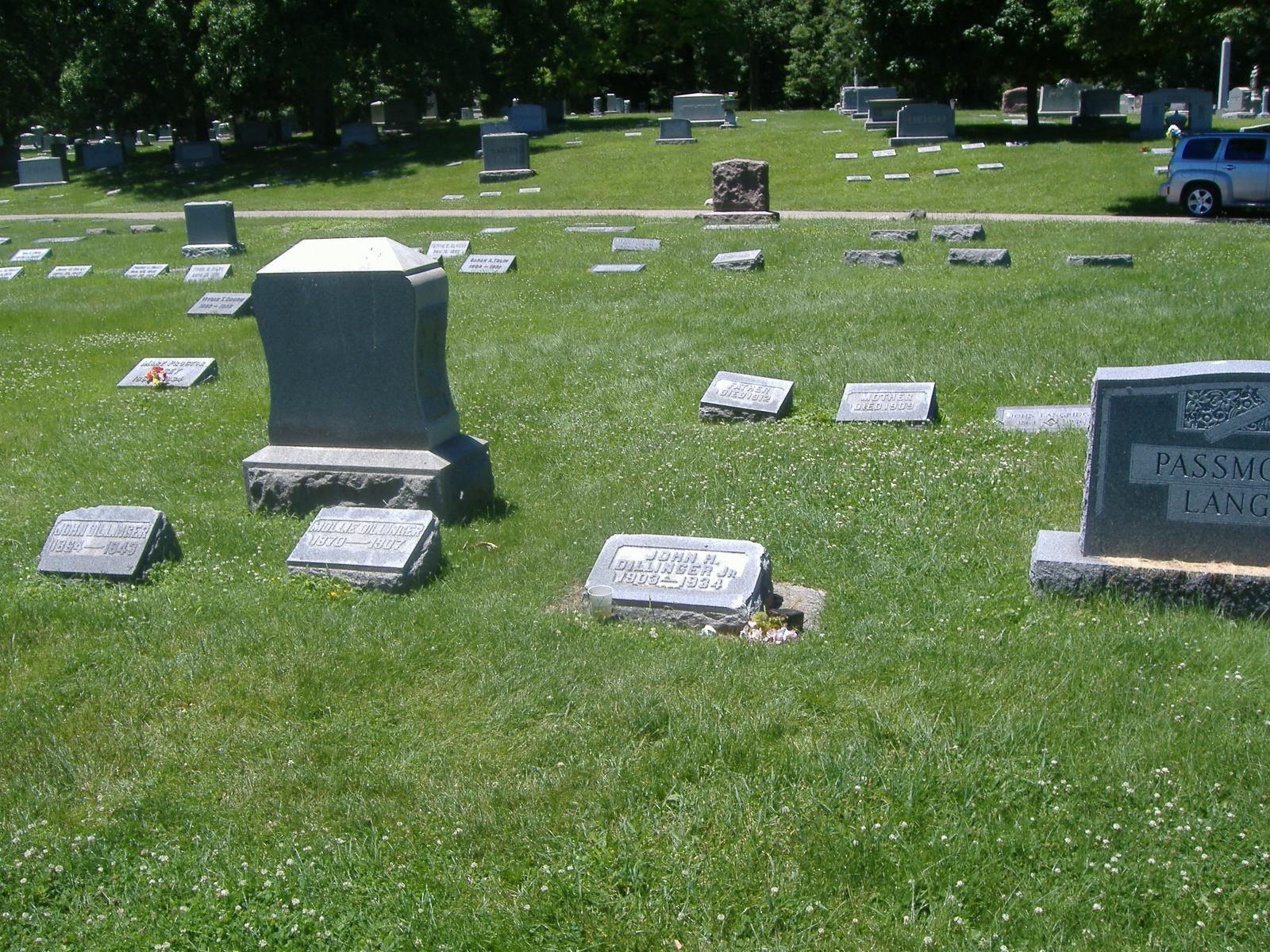
Túmulo de John Dillinger
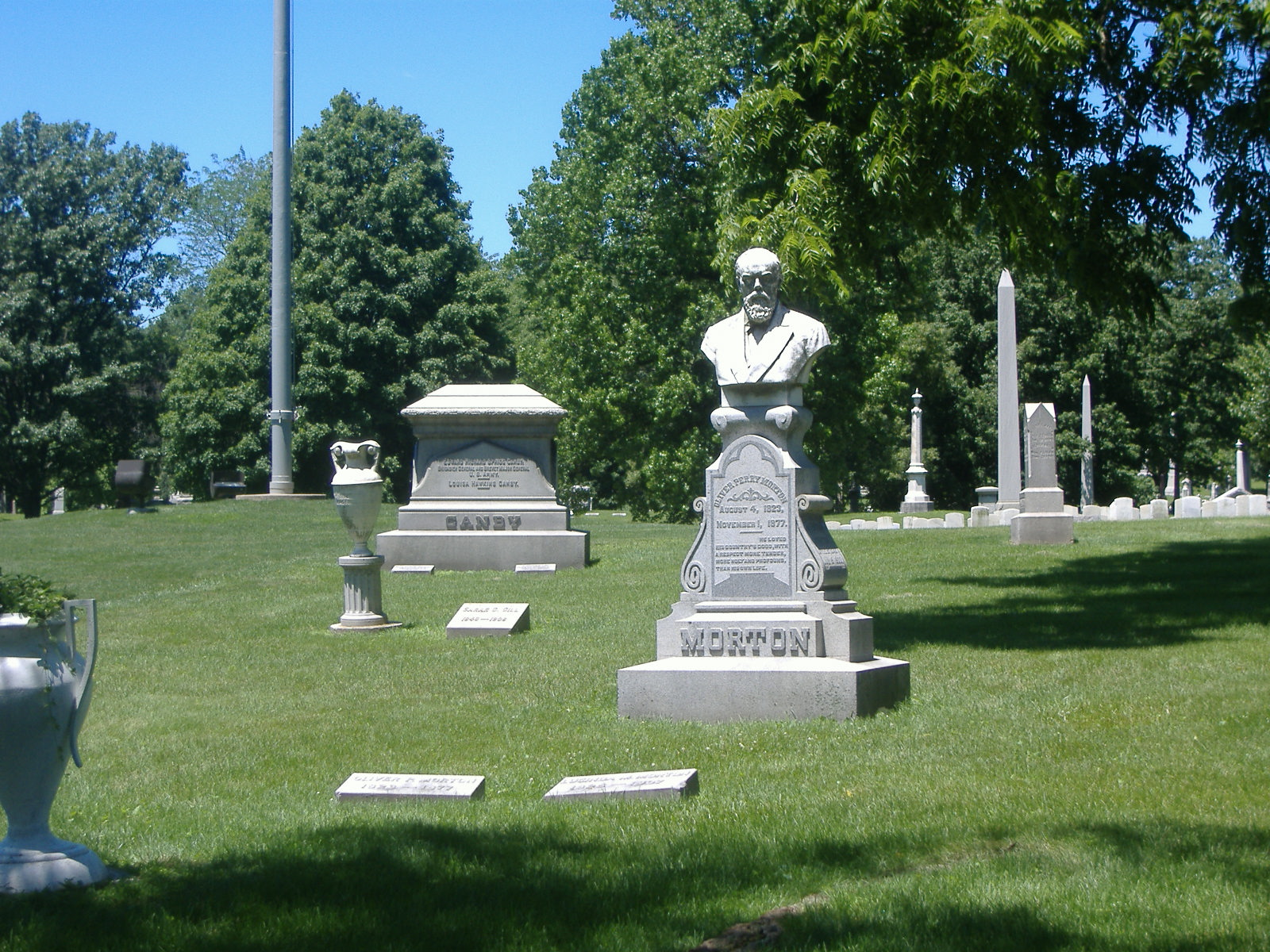
Túmulo de Oliver P. Morton
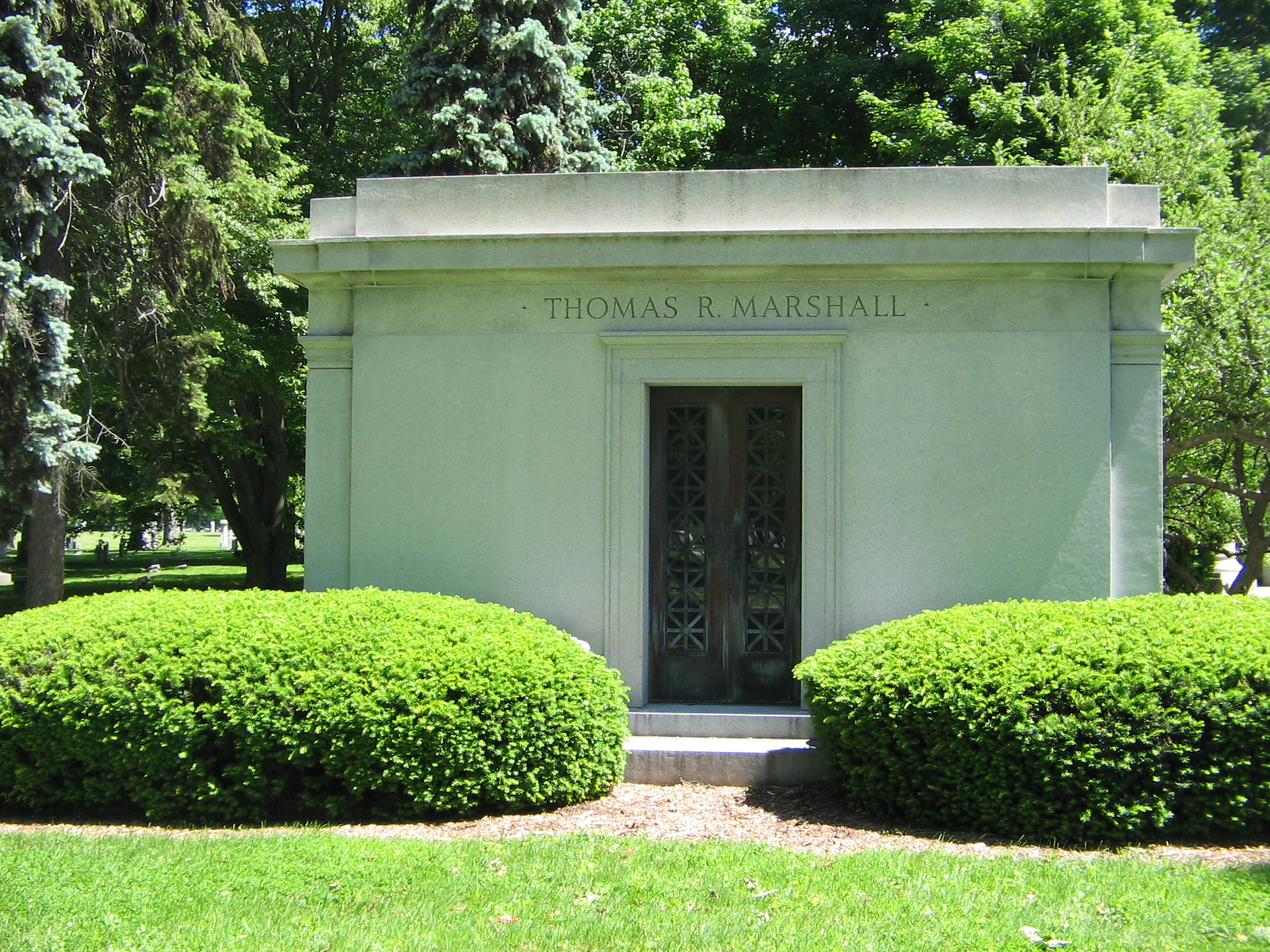
Túmulo de Thomas R. Marshall